# John Gibson

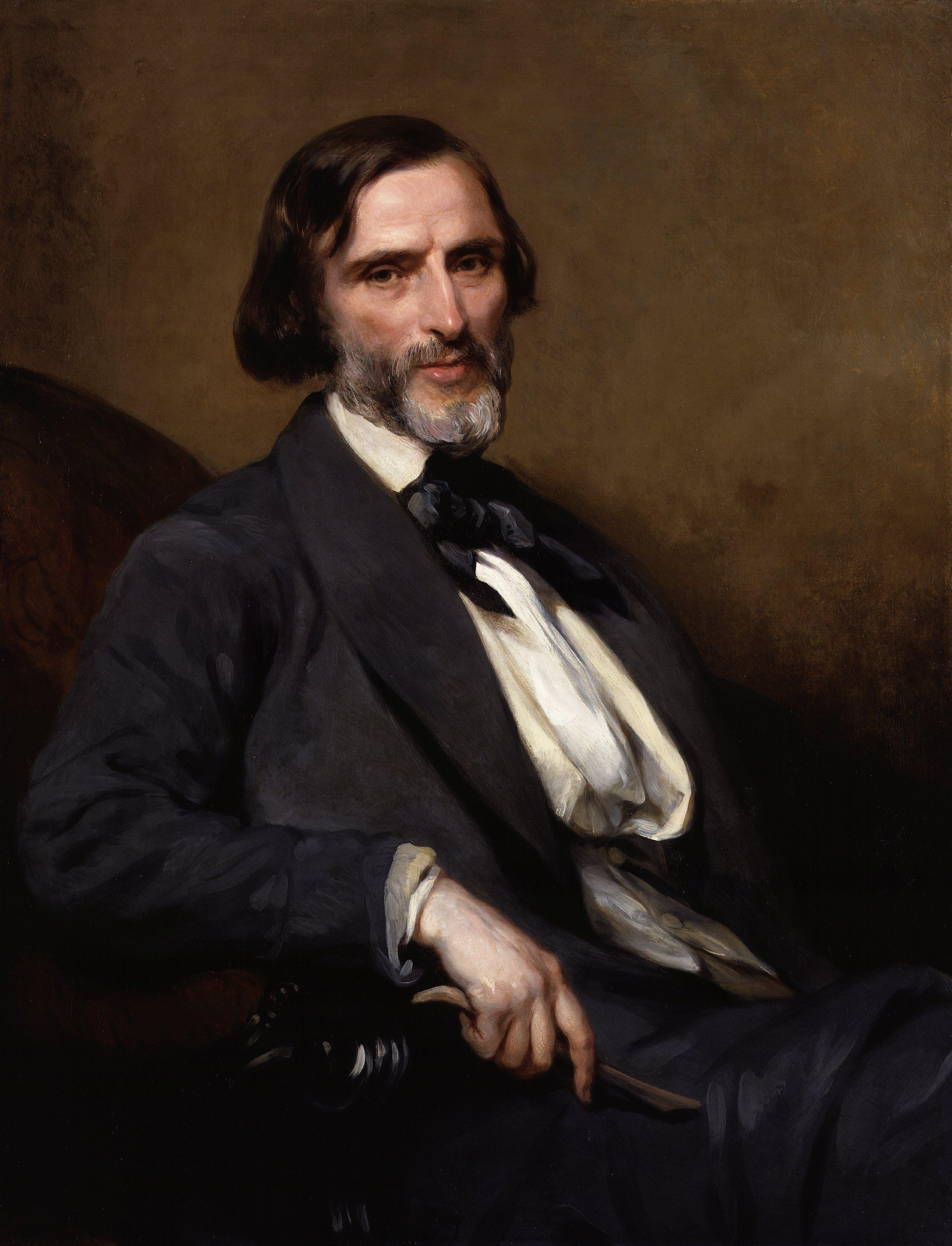
John Gibson, målad av Margaret Sarah Carpenter

John Gibson, född 9 juni 1790, död 27 januari 1866 i Rom, var en walessisk bildhuggare. 
En fattig gosse, sattes Gibson i lära hos en träsnidare, blev sedan lärjunge av en bildhuggare, Francis, hos vilken han lärde känna William Roscoe, som inte så litet bidrog till högre utbildning av hans konstsinne och slutligen skaffade honom medel att resa till Rom. Där mottogs han 1817 av Canova, i vars ateljé han arbetade till dennes död, 1822. Det var även Canova, som 1819 skaffade honom den första större beställningen, Mars och Cupido. 
Efter Canovas död arbetade Gibson en tid i Thorvaldsens ateljé. Carl Rupert Nyblom skriver i Nordisk Familjebok: "Egendomligt för de flesta af hans konstskapelser blef det drag af affekteradt behag och genreartad uppfattning, som hade sin grund i hans engelska natur." Gibson levde i Rom till 1844 och vände tillbaka dit under sina sista år. 
Till flertalet av sina verk hämtade han ämnen ur den grekiska mytologin: Amor och fjärilen; Amor förklädd till herde, Psyche buren av zefirerna (i Palazzo Corsini, Rom); Nymf, som binder sina sandaler, Hylas med nymferna (1826, London, Nationalgalleriet). Av större monumentalverk kan nämnas marmorstod av drottning Viktoria, i Buckingham Palace i London, ministern Huskissons bildstod i Liverpool och grevinnans av Leicester gravmonument i Longford. 